# John Keats

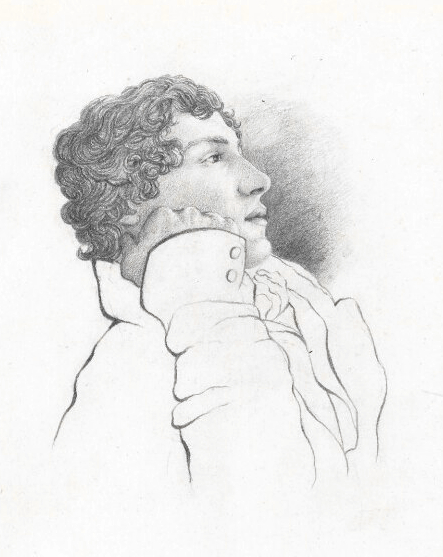
John Keats, Charles Brown rajza (1819)

John Keats (London, 1795. október 31. – Róma, 1821. február 23.) Lord Byron és Percy Bysshe Shelley mellett az angol romantikus költők második generációjának egyike, a „Szépség Költője”.
A verseit csupán négy évvel halála előtt jelentették meg. Élete során a kritikusok nem mindig nézték jó szemmel a munkásságát, de a 19. század végére az egyik leghíresebb angol költővé vált. Keats költészetét leginkább a nagyon érzékeny és érzelmes képi világ jellemzi, amit az olvasó az ódái olvasása közben vehet észre legkönnyebben. Keats teljes lényével nyitott volt a szépség minden jellegű befogadására, valamint sokat foglalkozott a boldogság és azon belül is saját boldogságának nyughatatlan keresésével és annak leírásával. Az irodalom szépségei számára felfoghatatlan csodák, rajongással beszél és ír költőtársairól, és dicső elődeiről Shakespeare-ről és Homéroszról. Keats igazi esztétaköltő, aki a szépséget újradefiniálja.
„A szépség igazság, az igazság szépség, ez minden, amit tudtok e földön és amit tudnotok kell..." (Beauty is truth, truth beauty – that is all, ye know on earth, and all ye need to know.) 
Keats verseit többek között Kosztolányi Dezső, Tóth Árpád és Szabó Lőrinc fordította magyarra.

## Élete

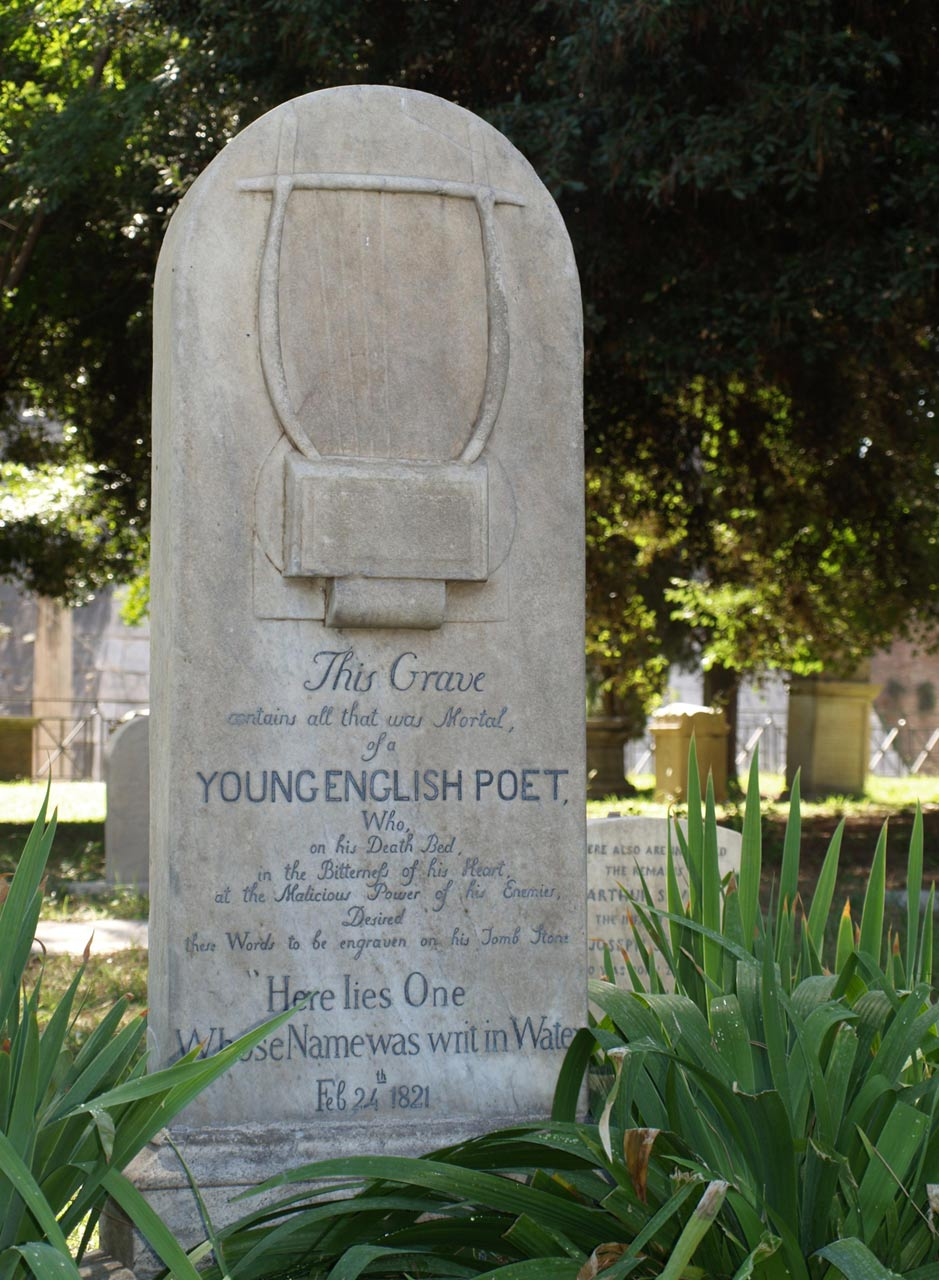
Sírköve Rómában

1795. október 31-én született Londonban, de erre konkrét bizonyíték nincs. Az azonban biztos, hogy polgári családból származott. Négy életben maradt gyermek közül ő volt a legidősebb. Édesapját 8 éves korában veszti el, majd 15 éves korára teljesen árva lesz. Johnt és testvéreit Richard Abbey és John Sandell gondjaira bízzák.
Patikusinasként dolgozott Edmondsban, majd 1815-től felcser volt Londonban. 1817-ben megjelent első verseskötete Versek címen. 1818-ban írta Endymion című szimbolikus elbeszélő költeményét, de értetlen fogadtatásban részesült. Később megjelent műveit már a kritikusok is jobban kedvelték. John Keats azonban súlyos beteg lett, így költői pályájának hamar vége szakadt. Halála előtt Rómába utazott gyógyulni, ahol 25 éves korában elhunyt. Sokszor próbált ópiumot kérni, hogy véget vessen szenvedéseinek, de orvosai erre nem voltak hajlandóak. Keats ekkor ezeket a sorokat írja: "how long is this posthumous existence of mine to go on?" (mennyi ideig kell még holtan léteznem?).
Kérése az volt, hogy sírjára ne kerüljön név, így csak annyit véstek rá, hogy „Itt nyugszik az, kinek nevét vízre írták" (eredetileg: Here lies One / Whose Name was writ in Water. )

## Művei
- Álom és költészet (1816): programadó verse, melyben megfogalmazza: "még nem lakosa a költészet mennyei birodalmának" de 10 évet kér az élettől, hogy teljesíthesse mennyei tervét, és egy nemesebb léthez emelkedjék, ahol megismeri a szív küzdelmét és gyötrelmeit.
- Endymion (1817): az első hosszabb műve, négy könyvből álló költői románc, melyet a tragikus végű ifjú költő, T. Chatterton emlékének ajánl. Képzelete költői képek, látomások, epizódok sokaságában vándorol. Előszavában megjegyzi, hogy fél a kritikától és az értetlenségtől. E félelme valóra is vált.
- Lamia (1820): szerelmi elbeszélés, mely görög forrásból merít: Lükeiosz női alakot öltve kígyónak bizonyul s a lány belehal a csalódásba. Tanulsága: a hideg gondolat érintésére elszáll a varázs.
- Isabella (1820): szerelmi elbeszélés, tárgya Boccaccio Decameronjából merít. Verselése: ottava rima. Maga hasonlítja történetét forrásához: "Ó a hajdani szép regény mivé lett, Mivé a dalnok egyszerű jaja." Hiányolja saját életművében az élettapasztalatot, a gondolatot.
- Szent Ágnes – este (1820): szerelmi témájú verses elbeszélés. Központi gondolata: ellenséges külvilág és ifjú szerelem. Itt a történet a szerelmesek boldogságával ér véget.
- Ódái közül a négy legjelentősebb: Óda egy csalogányhoz, Óda egy görög vázához, A melankóliáról, Az őszhöz.
- Hyperion (1818-19): a Titánokat felváltó olimposzi istenek történetét dolgozza fel. Elégedetlen maradt saját művével, ezért előbb felhagy vele, majd pár év múlva újraírásába kezd.
- Hyperion bukása (1819): az álom: itt már saját személyében szólaltatja meg a költőt, aki azonosul a szenvedő emberiséggel.

## Magyarul
- Keats John válogatott versei; ford. Pál Endre; Vajda János Társaság, Bp., 1943 (Flora mundi)
- John Keats versei; szerk. Kardos László, Kéry László, ford. Babits Mihály et al., utószó, jegyz. András T. László; Magyar Helikon, Bp., 1962
- Endümión; ford. Somlyó György; Magyar Helikon, Bp., 1962
- John Keats versei; vál. Katona Tamás, ford. Babits Mihály et al.; Európa, Bp., 1975 (Lyra mundi)
- Három költő. Antológia Byron, Shelley, Keats műveiből; összeáll., tan. Cs. Szabó László; Szépirodalmi, Bp., 1990
- Keats levelei; vál., ford., tan., jegyz. Péter Ágnes; Nemzeti Tankönyvkiadó, Bp., 1999
- Shelley és Keats versei; vál., szerk. Ferencz Győző, ford. Babits Mihály et al.; Sziget, Bp., 2000 (Sziget verseskönyvek)
- Byron, Shelley és Keats versei; ford. Babits Mihály et al., vál., szerk., jegyz. Ferencz Győző; Európa, Bp., 2002 (Európa diákkönyvtár)
- Keats levelei; vál., ford., tan. Péter Ágnes; 2. átdolg. kiad.; L'Harmattan, Bp., 2010